# Квазистационарный процесс
Квазистационарный процесс (от квази- и лат. stationarius — стоящий, неподвижный) — процесс, скорость распространения которого в ограниченной системе столь велика, что за время распространения процесса в пределах всей системы её состояние не успевает заметно измениться, и изменение состояния всех частей системы происходит по одному и тому же временному закону практически без запаздывания. 

## Квазистационарный ток
Квазистационарный переменный ток имеет столь низкую частоту, что для мгновенных величин тока  практически выполняются законы для постоянного тока. Этими законами являются закон Ома, правила Кирхгофа и другие. Квазистационарный ток, так же как и постоянный ток, имеет одинаковую силу тока во всех сечениях неразветвлённой цепи.
Например, переменный электрический ток промышленной частоты 50 Гц имеет длину электромагнитной волны 300,000 км / 50 = 6000 км, где 300,000 км/с — скорость распространения электромагнитной волны вдоль линии электропередачи. Поэтому электромагнитные процессы в линиях длиной во много раз меньше 6000 км квазистационарны, так, можно считать, что в каждый момент времени сила тока по всей линии одна и та же.

## Механика
Примером квазистатического процесса является деформация упругого стержня с приложенной к одному концу изменяющейся силой, при условии, что сила практически не успевает измениться за время распространения упругой волны вдоль стержня.

## Термодинамика
Понятие квазистационарного (квазистатического) процесса широко используется в термодинамике. Например, распространение тепла в металлической детали можно считать квазистатическим, если выравнивание температур внутри детали происходит очень быстро по сравнению с изменением внешних условий.